# Reené Díaz Mendoza
Reené Díaz Mendoza es un político mexicano, miembro del Partido de la Revolución Democrática. Nació en un poblado llamado El Saúz, en el municipio de Coalcomán, Michoacán el 3 de marzo de 1961. Tiene una licenciatura en Educación Media de la Universidad Pedagógica Nacional Colima en 1988 y una licenciatura en Ciencias Sociales por la Escuela Normal Superior Federal de Michoacán. 

## Militante del PRD
Fue secretario del Comité estatal de acción política del SNTE y presidente del Comité ejecutivo estatal del PRD, así como regidor del Ayuntamiento de Villa de Álvarez. En 1995 obtuvo una maestría en educación por la Universidad de Colima. Fue diputado local en el Congreso de Colima para la LV Legislatura del Congreso del Estado de Colima. Contrario a su compañero de bancada Adolfo Núñez González, se pronunció en contra de las iniciativas de Ley de Sociedades en Convivencia en Colima, la Ley sobre la despenalización del aborto, y la Ley que regulaba la eutanasia que él había presentado. 

## Militante del PRI
Renunció al PRD al igual que Armando González Manzo, Mercedes Carrazco Zúñiga y Jesús Orozco Alfaro por apoyar la campaña de Mario Anguiano Moreno, luego de que se desiganara como candidato a Alberto Ochoa Manzur, a quién identificaban con la derecha política. Con la victoria electoral del 2009, fue designado asesor del gobierno del estado. 